# Podgorač
 Podgorač  è un comune della Croazia di 3 314 abitanti della Regione di Osijek e della Baranja.